# 나가시노조역
나가시노조역(일본어: 長篠城駅)은 일본 아이치현 신시로시에 위치한 도카이 여객철도 이다선의 철도역이다. 단선 승강장 1면 1선의 구조를 갖춘 지상역이다.

## 역 주변
- 나가시노 성 터
- 국도 제151호선
- 국도 제257호선

## 역사
- 1924년 4월 1일 : 호라이지 철도의 '나가시노코죠시 역'으로서 개업.
- 1943년 8월 1일 : 국유화, 국철 이다선의 역으로 된다. 동시에 '나가시노조 역'으로 개칭.
- 1962년 6월 20일 : 차급 화물의 취급을 폐지.
- 1971년 12월 1일 : 소량 취급 화물의 취급을 폐지해, 화물 영업을 종료. 하물의 취급도 폐지. 동시에 무인역화.
- 1987년 4월 1일 : 분할 민영화에 의해, 도카이 여객철도가 승계.

## 인접 역
| 도카이 여객철도 이다선 | 도카이 여객철도 이다선 | 도카이 여객철도 이다선 |
| ---------------------- | ---------------------- | ---------------------- |
| 도리이 도요하시 방면   | ■ 이다선               | 혼나가시노 다쓰노 방면 |